# Space Crusade
Space Crusade — пригодницька настільна гра, розроблена Milton Bradley разом з Games Workshop на основі Warhammer 40,000 і видана в 1990 році. У Німеччині, Італії, Бельгії та Нідерландах відома також як Star Quest. Не видавалася в США.
У грі загін Космодесантників бореться проти Орків, Космічних десантників Хаосу, Андроїдів Хаосу та Генокрадів всередині космічного корабля Space Hulk.

## Ігровий процес
Space Crusade схожа на гру Space Hulk, яка була випущена в 1989 році. Один з гравців бере на себе управління військами Хаосу, Орків і Генокрадів. Ще 1-3 гравці можуть вибрати один з трьох загонів Космічного Десанту, що складаються з п'яти бійців. Доступні Криваві Янголи, Ультрамарини та Імперські Кулаки. Космічні Десантники завжди об'єднані проти прибульців, але можуть змагатися в завершенні поставленого завдання.
Гра має два доповнення:
- Space Crusade — Mission Dreadnought — розширює загін Космодесантників до 6-и чоловік, включаючи Командира. Космічні Десантники отримали додаткову важку зброю і турель. Прибульцям своєю чергою дається техніка Дредноут.
- Space Crusade — Eldar Attack — надає Ельдарів як грабельну расу зі специфічними здібностями, в тому числі психічними силами.

Також в журналі «White Dwarf» публікувалися додатки, що дозволяють використовувати юнітів з настільної Warhammer 40,000: Термінаторів, Скаутів, Нобів, Тиранідів і Гібридів Генокрадів.

## Відеогра
Space Crusade  — однойменна відеогра, покрокова стратегія, розроблена студією Gremlin Interactive. Видана в 1992 році.

### Ігровий процес
Під керівництвом гравця загін із чотирьох десантників і сержанта, котрих засилають на кораблі Орків. На вибір є три типи загону: Криваві Янголи (спеціалізація навичок — ближній бій), Імперські Кулаки (зброя дальнього бою) та Ультрамарини (універсальна спеціалізація).